# Орда (Росія)
Орда́ (рос. Орда) — село і районний центр Ордінського муніципального району Пермського краю (Росія) з 27 лютого 1924 р. (перерва з 1 лютого 1963 по 12 січня 1965 р.).

## Етимологія
Село стоїть на річці Кунгур (впадає в річку Ірень) та її притоці річці Ординка (на честь якої і отримало назву). Воно сходить від монгольського особистого імені Орда (Орда — брат хана Батия), за іншою версією, відбулося від фіно-угорського Ар-Дін, що означає «гирло поточної річки».

## Історія
Село засноване в 1601 році під час правління Бориса Годунова. Поселення згадується у письмових джерелах з 1662 р., коли озброєні «інородці» спалили місцеву дерев'яну церкву.
У липні 1703 тут відбулося велике збройний виступ селян проти сваволі Кунгурської повітової адміністрації. У 1773 році війська Омеляна Пугачова спробували захопити Орду, але отримали жорстку відсіч. У результаті село було практично повністю зруйновано.
У 1864 році заможний селянин Аполлон Кондюріна відкрив тут перший магазин, в 1894 році з'явилася перша майстерня з обробки каменю селеніту. Ось уже понад століття Орда славиться на всю Росію своїми каменерізами і гончарями, перші згадки про яких засвідчені у 17 столітті.
У 1915 р. був створений жіночий монастир, який незабаром був закритий більшовиками і переобладнаний в шпиталь.
Як і по всій Росії, в Орді у 1920–1930-х рр. комуністична влада вдавалася до колективізації, жорстокого терору, розкуркулення.
Після розпаду СРСР був демонтований пам'ятник Леніна, оскільки на думку жителів, він символ тоталітаризму, кривавого періоду історії Росії, так і для Пермського краю.

## Населення
Населення: 5520 осіб (2002 р.). Раніше: 799 осіб (1869 р.), 755 осіб (1926 р.), 4850 (1989 р.)
Агломерація Орди: 6067 осіб (2013 р.)
Крім росіян в селі проживають також українці і комі-перм'яки.

## Пам'ятки
- Пам'ятник жертвам громадянської війни та учасникам Великої Вітчизняної війни;
- Будівлі кам'яної церкви Іллі Пророка (XIX ст.), Волосного правління, земського училища;
- Садиба купця Рудакова (XIX ст.);
- Три двоповерхових цегляних купецьких особняка кін. XIX — поч. XX ст., Торгова лавка (XIX ст.).
- Поблизу села знаходиться Ординська печера.